# Giovanni Benedetti
Giovanni Benedetti (Spello, 12 maart 1917 – Foligno, 3 augustus 2017) was een Italiaans bisschop van de Rooms-Katholieke Kerk.

## Biografie
Benedetti werd in 1940 tot priester gewijd. In 1975 werd hij tot bisschop gewijd, en door paus Paulus VI aangesteld als hulpbisschop in Perugia. Vanaf 1976 werd hij bisschop van Foligno. In 1992 ging hij met emeritaat. 
Hij overleed op 3 augustus 2017 op honderdjarige leeftijd.